# Matthias Bongard

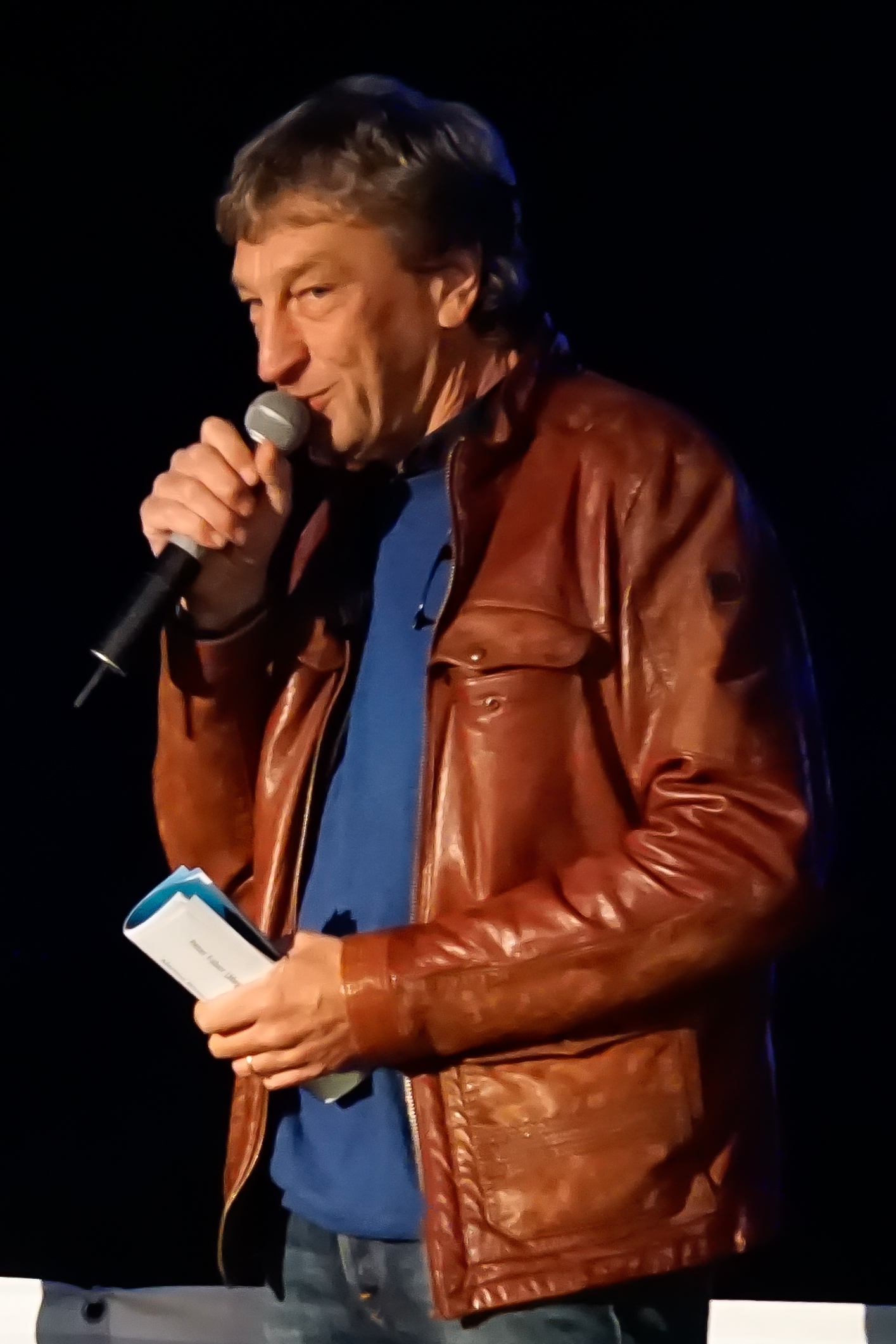
Matthias Bongard (Foto: 2016)

Matthias Bongard (* 2. Mai 1961 in Iserlohn) ist ein deutscher Rundfunkmoderator beim WDR.

## Leben
Bongard wuchs in Meinerzhagen auf. Nach dem Zivildienst wurde er Buchhändler und übte diesen Beruf drei Jahre lang aus. Danach studierte er an der Westfälischen Wilhelms-Universität in Münster Sport und Geographie.
Für den Westdeutschen Rundfunk arbeitet er, zunächst als Praktikant, seit 1990 und moderierte zunächst im WDR Fernsehen, ehe er schließlich bei Eins Live und später bei WDR 2 mit der „Servicezeit“, „Westzeit“ und „Zwischen Rhein und Weser“ auf Sendung war. Zwischenzeitlich moderierte er auch im WDR Fernsehen die Sendung „daheim + unterwegs“.
Heute moderiert er bei WDR 5 das „Stadtgespräch“ und ist seit Januar 2012 auch wieder im Fernsehen zu sehen: Er moderiert wöchentlich das Kulturmagazin „West ART“ im WDR Fernsehen.
Matthias Bongard ist verheiratet und lebt in Dortmund. Er ist bekennender Fan von Borussia Dortmund und erwähnt dies auch absichtlich regelmäßig in seinen Moderationen und bei Veranstaltungen.